# Pogoda. Jastrząb
Pogoda. Jastrząb (również Pogoda lub Jastrząb) – obraz olejny namalowany przez polskiego malarza Józefa Chełmońskiego w 1899 roku, znajdujący się w zbiorach Muzeum Narodowego w Poznaniu.

## Opis
Obraz ukazuje łąkę skąpaną w słonecznym świetle. Nad bujną roślinnością zawisł ptak, prawdopodobnie kobuz. Malarz sugestywnie oddał nastrój gorącego letniego dnia, widz może odnosić wrażenie, że wręcz słyszy dźwięki dochodzące spośród traw. Na pierwszym planie ciemna zieleń łąki przełamana jest barwnymi plamami kwiatów, niebieskimi chabrami, różowymi koniczynami, żółcieniami i bielą stokrotek i rumianku. Można też dostrzec charakterystyczną dla ukraińskich stepów sylwetkę dziewanny. W głąb obrazu łąka zaczyna błękitnieć. Roślinność malowana jest miękko, plamy barw łagodnie wtapiają się w tło. Z tyłu rozciąga się las wydobyty szerokimi plamami, które zachodzą na siebie i dają efekt zamglenia. Obraz jest horyzontalnie podzielony na dwie części, nad ścianą lasu rozciąga się błękitne niebo, po którym suną białe obłoki; widać także przelatujące ptaki, prawdopodobnie skowronki. Nad tym sielankowym krajobrazem unosi się jastrząb, jego ciało wyraźnie odcina się na tle nieba. Widać, że Chełmoński zmienił nieco koncepcję w czasie tworzenia obrazu, bo spod farby oddającej niebo prześwituje kontur o wiele większej sylwetki ptaka, którą później malarz zmniejszył.

## Interpretacja
Obraz jest umiejscawiany przez krytyków w pejzażowym nurcie twórczości Chełmońskiego, który artysta rozwinął po powrocie do Polski z Paryża. Dynamiczne sceny rodzajowe z końmi, które tworzył wcześniej, zastąpił krajobrazami z intensywnym światłem słonecznym i urozmaiconą żywą kolorystyką. Waldemar Łysiak dostrzega w tym obrazie zainteresowanie malarza szkołą z Barbizon oraz pasję i umiłowanie przyrody.
Jednak, oprócz opiewania natury, interpretatorzy widzą w płótnie Chełmońskiego wymiar poetycki i symboliczny. Jastrząb wiszący nad spokojną łąką miałby być symbolem niepokoju, okrucieństwa przyrody, walki o byt, kruchości życia i przemijania i ideowo nawiązywać do nurtu wanitatywnego w sztuce europejskiej. Waldemar Łysiak stawia tezę, że tytułowy ptak może być alegorycznym autoportretem Chełmońskiego ukazującym „duszę samotnika z Kuklówki, nie tyle polującego, ile wiszącego dzięki skrzydłom nad multibarwnym cudem przyrody”.